# 黄卫
黄卫（1961年4月13日—），男，江苏通州人，中国道路桥梁及交通工程专家、政治人物，东南大学教授、博士生导师，中国工程院院士，享受国务院政府特殊津贴专家。南京工学院（现东南大学）土木工程系道路工程专业毕业，东南大学交通运输工程系公路与城市道路及机场工程专业研究生学历，工学博士，

## 生平
1977年10月，任江苏省南通县石港公社齐心小学代课教师。1978年9月，在南京工学院土木工程系道路工程专业学习。
1982年7月加入中国共产党。1982年8月，任解放军工程兵学院教员。
1983年9月，在南京工学院土木工程系道路工程专业硕士研究生学习，任学生办公室党支部副书记、研究生党支部书记。1986年1月，任土木工程系道路教研室助教、讲师、党支部副书记。1988年6月，任东南大学交通运输工程系教研室主任、讲师。1990年10月，任交通运输工程系副教授、教授（其间：1991年9月至1994年10月，在东南大学交通运输工程系公路与城市道路及机场工程专业博士研究生学习；1993年5月至1994年2月，在美国加利福尼亚伯克立大学做访问学者）。1995年1月，任交通运输工程系副主任。1995年5月获工学博士学位。1996年4月成为博士生导师。1996年5月，任东南大学交通学院院长。1998年5月，任东南大学副校长、常务副校长。2000年2月，成为“长江学者奖励计划”特聘教授。2000年4月，任东南大学交通学院教授、博士生导师（副校级）。
2001年8月，任江苏省建设厅厅长、党组书记。2003年2月，任江苏省人民政府副省长、党组成员。
2003年8月，任建设部副部长、党组成员。2007年12月，当选中国工程院院士。2008年3月，任住房和城乡建设部副部长、党组成员。
2008年9月，任北京市人民政府党组成员。11月，任北京市副市长、党组成员。
2010年12月，任中共新疆维吾尔自治区党委常委、新疆维吾尔自治区人民政府常务副主席。
2016年10月，任科技部党组成员、副部长。2021年1月22日，第八届欧美同学会（中国留学人员联谊会）第一次全国会员代表大会召开，大会选举其担任第八届理事会副会长。